# Club Ferro Carril Oeste
Club Ferro Carril Oeste is een Argentijnse voetbalclub uit Buenos Aires. De thuiswedstrijden worden in het Estadio Arquitecto Ricardo Etcheverri gespeeld, dat plaats biedt aan 24.442 toeschouwers. De clubkleuren zijn groen-wit.

## Geschiedenis

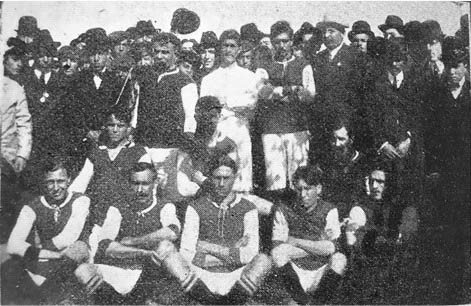
Ferro Carril Oeste in 1907, hun outfit was gebaseerd op die van het Engelse Aston Villa.

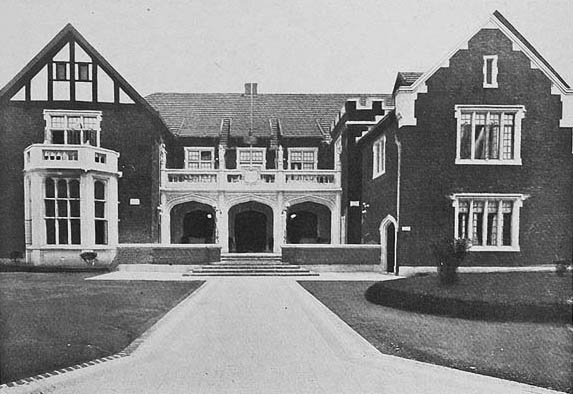
De club in 1930.

De club werd op 28 juli 1904 opgericht als Club Atlético del Ferrocarril Oeste de Buenos Aires in de wijk Caballito. De club werd genoemd naar spoorwegmaatschappij Ferrocarril Domingo Faustino Sarmiento. In 1907 sloot de club zich bij de Argentijnse bond aan en ging in de tweede amateurdivisie spelen. In 1912 dwong de club promotie naar de hoogste klasse af in een wedstrijd tegen Racing Club. De club eindigde meestal in de lagere middenmoot en in 1918 volgde een degradatie. Na één seizoen keerde de club terug, maar bleef slechts een grijze muis in de competitie. Pas in 1927, nota bene een jaar met 34 clubs in de hoogste klasse, kon de club voor het eerst uitblinken door vierde te worden. De volgende jaren was de middenmoot weer hun deel.
In 1931 werd het profvoetbal ingevoerd in Argentinië en ook zij kozen voor het profvoetbal. In 1937 beschikte de club over een befaamde aanvalslinie die de Vijf Musketiers genoemd werd, het betrof de spelers Bernardo Gandulla, Juan José Maril, Luis Borgnia, Jaime Sarlanga en Raúl Emeal. Echter konden ze niet uitgroeien tot een topclub en de club bleef een middenmoter tot een degradatie volgde in 1946.
Na twee seizoenen in de tweede klasse promoveerde de club terug en werd opnieuw een middenmoter, met een zesde plaats in 1954 als beste notering. In 1957 werd de club afgetekend laatste en degradeerde opnieuw. Nu konden ze meteen hun terugkeer vieren naar de hoogste klasse en ze werden daar meteen vierde, hun beste notering tot dan toe. Het volgende seizoen had de club echter slechts één punt respijt op rode lantaarn Newell's Old Boys. In 1961 eindigde de club laatste samen met Los Andes, maar omdat degradatie berekend werd op het gemiddelde van drie seizoenen werden ze hiervan gespaard. Het volgende seizoen eindigden ze twaalfde op vijftien, maar deze keer was hun gemiddelde niet goed genoeg en de club degradeerde opnieuw.
Ook nu kon de club meteen terugkeren en in 1965 werd opnieuw de vierde plaats bereikt. Vanaf 1967 werd een nieuw systeem ingevoerd, het Metropolitano en Nacional kampioenschap, twee competities in één seizoen. In 1968 degradeerde de club opnieuw en kon twee jaar later terugkeren. In 1974 droeg de club een oranje outfit als eerbetoon aan vicewereldkampioen Nederland. In de Metropolitano van dat jaar eindigde de club samen met Boca Juniors op een gedeelde tweede plaats in groep B en speelde een play-off voor de volgende ronde, maar verloor deze. In de Nacional werd de club wel tweede in zijn groep en ging nu naar de finaleronde met acht clubs, waar ze zesde werden. Gerónimo Saccardi was een van de sterspelers uit deze tijd.
In 1977 degradeerde de club weer uit de hoogste klasse en kon weer na één seizoen aansluiten. Carlos Griguol kwam naar de club en werd er acht jaar lang trainer. In de Metropolitano van 1981 werd de club zowaar vicekampioen met één punt achterstand op Boca Juniors. In de Nacional werd de club groepswinnaar en ging naar de kwartfinale waar Gimnasia Jujuy verslagen werd. Nadat ook Vélez Sarsfield opzij gezet werd ging de club naar de finale tegen River Plate, die ze echter verloren. In de Nacional van 1982 bereikte de club opnieuw de finale, deze keer tegen Quilmes AC en won ditmaal en werd voor het eerst landskampioen. De club verloor zelfs geen enkele wedstrijd dat seizoen. Enkele spelers in deze tijd waren Alberto Márcico, Héctor Cúper, Miguel Juárez en Oscar Garré. In de Copa Libertadores 1983 werd de club laatste in de groepsfase. In 1984 bereikte de club opnieuw de finale van de Nacional tegen het River Plate van sterspelers Norberto Alonso en Enzo Francescoli en won beide wedstrijden waardoor ze opnieuw landskampioen werden. In de Copa Libertadores 1985 eindigde de club samen met Argentinos Juniors eerste met hetzelfde doelsado waardoor er een play-off kwam die Ferro Carril echter verloor.
In 1985 werd de competitie naar Europees model ingevoerd en werden de Nacional en Metropolitano afgeschaft. De club eindigde wisselend in de betere en mindere middenmoot, maar kon niet meer aanknopen bij eerdere successen. Begin jaren negentig kwamen er terug twee kampioenschappen, Apertura en Clausura. In de Apertura van 1996 werd de club slechts veertiende, maar had met Gustavo Reggi wel de topschutter van de competitie in huis. In de Apertura van 1998 begon het slechter te gaan en van de Apertura tot de Clausura kon de club 875 minuten lang niet scoren, een record. Een jaar later werd de club zowel in de Apertura als in de Clausura laatste en degradeerde.
Het volgende seizoen verliep desastreus en er volgde een tweede degradatie op rij. Na twee seizoenen keerde de club echter terug naar de tweede klasse. Sindsdien is de club een vaste waarde in de tweede klasse en kwam nog geen enkele keer zelfs maar in de buurt van een promotie.

## Erelijst
Nationaal
- Primera División Argentinië
  - Winnaar: (2) 1982-Nacional, 1984-Nacional

## Bekende (ex-)spelers
- Miguel Aguilar
- Roberto Ayala
- Germán Burgos
- Norberto Conde
- Héctor Cúper
- Carlos Chaile
- Juan Esnáider
- Federico Fazio
- Néstor Lorenzo
- Facundo Sava
- Ibrahim Sekagya
- Pedro Suárez
- Sergio Vázquez